# Poesje is dood
Poesje is dood is het negenentwintigste stripalbum uit de stripreeks Jeremiah. Het album is geschreven en getekend door Hermann Huppen. Van dit album verschenen tot nu toe een druk, bij uitgeverij Dupuis in de collectie Spotlight, in 2010.

## Inhoud
Kurdy en Jeremiah vertoeven in het mijnstadje waar Lena met haar gezin is neergestreken. In de stad stijgt de spanning als de mijnarbeiders in opstand komen tegen hun werkgever die hen uitbuit. De zoon van de eigenaar, Ricky, is een losgeslagen projectiel met een privémilitie, die zo zijn eigen manier heeft om orde en gehoorzaamheid te handhaven. Kurdy en Jeremiah voelen zich verplicht partij te kiezen. Bovendien wordt plots het kindje van Lena ontvoerd...